# Queyssac-les-Vignes
Queyssac-les-Vignes – miejscowość i gmina we Francji, w regionie Nowa Akwitania, w departamencie Corrèze.
Według danych na rok 1990 gminę zamieszkiwało 191 osób, a gęstość zaludnienia wynosiła 17 osób/km² (wśród 747 gmin Limousin Queyssac-les-Vignes plasuje się na 440. miejscu pod względem liczby ludności, natomiast pod względem powierzchni na miejscu 533.).